# Fabio Suescún Mutis
Fabio Suescún Mutis (ur. 10 listopada 1942 w Bucaramandze) – kolumbijski duchowny rzymskokatolicki, w latach 2001–2020 ordynariusz polowy Kolumbii.

## Życiorys
Wstąpił do seminarium duchownego w Bogocie. Uzyskał tytuł licencjacki z teologii moralnej na rzymskim Papieskim Uniwersytecie Gregoriańskim.
Święcenia kapłańskie przyjął 19 listopada 1966 i został inkardynowany do archidiecezji bogotańskiej. Był m.in. profesorem miejscowych seminariów, asystentem narodowym Ruchu Rodzin Chrześcijańskich, a także prorektorem uniwersytetu w Rosario.

### Episkopat
3 maja 1986 papież Jan Paweł II mianował go biskupem pomocniczym Bogoty i biskupem tytularnym Iomnium. Sakry biskupiej udzielił mu 13 czerwca tegoż roku abp Mario Revollo Bravo.
20 listopada 1993 został mianowany biskupem Pereiry, zaś 19 stycznia 2001 otrzymał nominację na ordynariusza polowego Kolumbii.
7 grudnia 2020 papież Franciszek przyjął jego rezygnację z pełnionej funkcji.